# Lista de Estados soberanos e territórios dependentes da Oceania

Oceania geopolítica a verde. Ilhas mais pequenas não são visíveis.

Esta é uma lista de Estados soberanos e territórios dependentes da Oceania. Apesar de a Oceania ser constituída na sua maioria por área oceânica, e de se espalhar por várias placas continentais, é normalmente definida como um continente. Esta lista usa as fronteiras geopolíticas da Oceania, que incluem a Melanésia, a Micronésia, a Polinésia e a Australásia. A principal massa continental da Oceania é a Austrália, sendo a segunda a ilha de Nova Guiné.
A divisão entre a Ásia e a Oceania não está claramente definida. O Arquipélago Malaio é comumente incluído numa definição geográfica alargada da Oceania. Assim, todo o Arquipélago Malaio estaria dentro da Oceania, nesse caso quer a Malásia, quer Singapura, Brunei, a Indonésia, as Filipinas e Timor-Leste fariam parte desta. De acordo com outras duas divisões comuns, devido à existência quer da linha da Melanésia (cultural), quer da Linha de Wallace (ecológica), a metade oriental da Indonésia e Timor-Leste são por vezes considerados como fazendo parte da Oceania, enquanto que o resto do arquipélago se encontra na Ásia. Por razões políticas, as Nações Unidas consideram a fronteira entre a Indonésia e a Papua Nova Guiné como sendo a linha divisória entre as duas regiões. A Papua Nova Guiné é, ocasionalmente, considerada como sendo asiática devido à vizinhança da Indonésia, facto que acontece raramente, já que é geralmente aceite como fazendo parte da Oceania. Geograficamente, as províncias indonésias de Papua e Papua Ocidental fazem parte da Oceania.

## Estados soberanos
Um Estado soberano é uma associação política com soberania efetiva sobre uma população sobre a qual toma decisões no seu interesse nacional. De acordo com a Convenção de Montevideu, um Estado deve ter uma população permanente, um território definido, um governo e a capacidade para estabelecer relações com outros Estados.

### Estados membros das Nações Unidas
Os seguintes Estados são, na sua totalidade, membros da Organização das Nações Unidas. São também todos membros do Fórum das Ilhas do Pacífico.
| Bandeira | Mapa | Nome curto e oficial em português                        | Nome curto e oficial na(s) língua(s) local(is)                                                                                         | Capital                                                                     | População (2020) | Área (km²) |
| -------- | ---- | -------------------------------------------------------- | --- | --------------------------------------------------------------------------- | ---------------- | ---------- |
|          |      | Austrália Comunidade da Austrália                        | em inglês: Australia — Commonwealth of Australia                                                                                       | Camberra em inglês: Canberra                                                | 25 499 800       | 7 741 220  |
|          |      | Fiji República das Fiji                                  | em inglês: Fiji — Republic of Fiji em fijiano: Viti — Matanitu ko Viti                                                                 | Suva em inglês: Suva em fijiano: Suva                                       | 896 400          | 18 275     |
|          |      | Ilhas Marshall República das Ilhas Marshall              | em inglês: Marshall Islands — Republic of the Marshall Islands em marshalês: Aelōn in ̄ Maje ̧ļ                                          | Majuro em inglês: Majuro                                                    | 59 100           | 181        |
|          |      | Estados Federados da Micronésia / Micronésia             | em inglês: Federated States of Micronesia                                                                                              | Paliquir em inglês: Palikir                                                 | 115 000          | 702        |
|          |      | Nauru República de Nauru                                 | em inglês: Nauru — Republic of Nauru em nauruano: Naoero                                                                               | Sem capital oficialEdifícios governamentais localizados em Iarém            | 10 800           | 21         |
|          |      | Nova Zelândia                                            | em inglês: New Zealand em maori: Aotearoa                                                                                              | Wellington em inglês: Wellington                                            | 4 822 200        | 267 710    |
|          |      | Palau República de Palau                                 | em inglês: Palau — Republic of Palau em palauano: Belau — Beluu er a Belau                                                             | Ngerulmud em inglês: Ngerulmud em palauano: Ngerulmud                       | 18 000           | 459        |
|          |      | Papua Nova Guiné Estado Independente da Papua Nova Guiné | em inglês: Papua New Guinea — Independent State of Papua New Guinea em Tok Pisin: Papua Niugini — Independen Stet bilong Papua Niugini | Porto Moresby em inglês: Port Moresby                                       | 8 947 000        | 462 840    |
|          |      | Quiribáti República do Quiribáti                         | em inglês: Kiribati — Republic of Kiribati em gilbertês: Kiribati — Ribaberiki Kiribati                                                | Taraua em inglês: Tarawa                                                    | 119 400          | 811        |
|          |      | Ilhas Salomão                                            | em inglês: Solomon Islands | Honiara em inglês: Honiara                                                  | 686 800          | 28 896     |
|          |      | Samoa Estado Independente da Samoa                       | em inglês: Samoa — Independent State of Samoa em samoano: Samoa — Malo Sa‘oloto Tuto'atasi o Samoa                                     | Apia em inglês: Apia em samoano: Apia                                       | 198 400          | 2 831      |
|          |      | Timor-Leste República Democrática de Timor-Leste         | em português: Timor-Leste — República Democrática de Timor-Leste em tétum: Timor Lorosa'e — Repúblika Demokrátika Timor Lorosa'e       | Díli em português: Díli em tétum: Dili                                      | 1 318 400        | 14 874     |
|          |      | Tonga Reino do Tonga                                     | em inglês: Tonga — Kingdom of Tonga em tonganês: Tonga — Pule'anga Tonga                                                               | Nucualofa em inglês: Nuku'alofa em tonganês: Nuku'alofa                     | 105 600          | 747        |
|          |      | Tuvalu                                                   | em inglês: Tuvalu em tuvaluano: Tuvalu                                                                                                 | Funafuti em inglês: Funafuti                                                | 11 700           | 26         |
|          |      | Vanuatu República do Vanuatu                             | em bislama: Vanuatu — Ripablik blong Vanuatu em inglês: Vanuatu — Republic of Vanuatu em francês: Vanuatu — République de Vanuatu      | Porto Vila em bislama: Port Vila em inglês: Port Vila em francês: Port-Vila | 307 100          | 12 189     |

### Estados não membros das Nações Unidas
Os dois estados desta seção (Ilhas Cook e Niue) são estados em livre associação com a Nova Zelândia. Embora mantendo uma relação constitucional e política estreita com a Nova Zelândia, ambos os estados são membros de várias agências especializadas das Nações Unidas com plena capacidade de elaboração de tratados, e se envolvem de forma independente nas relações diplomáticas com os Estados soberanos sob o seu próprio nome. Ambos também são membros de pleno direito do Fórum das Ilhas do Pacífico. Devido a essas características, eles às vezes são considerados como tendo estatuto de facto como Estados soberanos.
| Bandeira | Mapa | Nome curto e oficial em português | Estatuto                                                | Nome curto e oficial na(s) língua(s) local(is)                | Capital                                  | População (2020) | Área (km²) |
| -------- | ---- | --------------------------------- | ------------------------------------------------------- | ------------------------------------------------------------- | ---------------------------------------- | ---------------- | ---------- |
|          |      | Ilhas Cook                        | Estado autônomo em livre associação com a Nova Zelândia | em inglês: Cook Islands em maori das Ilhas Cook: Kūki 'Āirani | Avarua                                   | 17 500           | 236        |
|          |      | Niue                              | Estado autônomo em livre associação com a Nova Zelândia | em niueano: Niuē em inglês: Niue                              | Alofi em niueano: Alofi em inglês: Alofi | 1 600            | 260        |

## Territórios não soberanos
A seguinte lista inclui os territórios externos considerados como fazendo parte da Oceania, mas que não são considerados Estados soberanos. Incluem-se várias divisões políticas e administrativas, na sua maioria territórios dependentes.
| Bandeira | Mapa | Nome curto e oficial em português                                        | Estatuto                                                                         | Nome curto e oficial na(s) língua(s) local(is) | Capital                                                  | População (2020) | Área       |
| -------- | ---- | ------------------------------------------------------------------------ | -------------------------------------------------------------------------------- | --- | -------------------------------------------------------- | ---------------- | ---------- |
|          |      | Arquipélago Juan Fernández                                               | Território especial do Chile                                                     | em castelhano: Archipiélago Juan Fernández | São João Batista em castelhano: San Juan Bautista        | 900              | 99,6       |
|          |      | Atol Johnston                                                            | Ilha Menor Distante dos Estados Unidos                                           | em inglês: Johnston Atoll | Desabitado                                               | Desabitado       | 276,6      |
|          |      | Atol Midway                                                              | Ilhas Menores Distantes dos Estados Unidos                                       | em inglês: Midway Atoll | Desabitadas                                              | Desabitadas      | 2 355,2    |
|          |      | Atol Palmyra                                                             | Ilha Menor Distante dos Estados Unidos                                           | em inglês: Palmyra Atoll | Desabitada                                               | Desabitada       | 14         |
|          |      | Guame Território de Guame                                                | Área insular dos Estados Unidos                                                  | em inglês: Guam — Territory of Guam em chamorro: Guahan                                                                                           | Aganha em inglês: Hagåtña em chamorro: Hagåtña           | 168 700          | 544        |
|          |      | Havai Estado do Havai                                                    | Estado dos Estados Unidos                                                        | em inglês: Hawaii — State of Hawaii em havaiano: Hawaiʻi — Mokuʻāina o Hawaiʻi                                                                    | Honolulu em inglês: Honolulu em havaiano: Honolulu       | 1 455 200        | 28 311     |
|          |      | Ilha Baker                                                               | Ilha Menor Distante dos Estados Unidos                                           | em inglês: Baker Island | Desabitada                                               | Desabitada       | 129,1      |
|          |      | Ilha Clipperton                                                          | Possessão de França                                                              | em francês: Île Clipperton | Desabitada                                               | Desabitada       | 6          |
|          |      | Ilha de Páscoa                                                           | Território especial do Chile                                                     | em castelhano: Isla de Pascua em rapanui: Rapa Nui                                                                                                | Hanga Roa em castelhano: Hanga Roa em rapanui: Hanga Roa | 7 800            | 163,6      |
|          |      | Ilha Howland                                                             | Ilha Menor Distante dos Estados Unidos                                           | em inglês: Howland Island | Desabitada                                               | Desabitada       | 138,6      |
|          |      | Ilha Jarvis                                                              | Ilha Menor Distante dos Estados Unidos                                           | em inglês: Jarvis Island | Desabitada                                               | Desabitada       | 152        |
|          |      | Ilha Marcus (Ilha Minamitori)                                            | Parte das Ilhas Ogasawara (ou Bonin), administrativamente parte de Tóquio, Japão | em japonês: 南鳥島 (Minamitorishima) | Desabitada                                               | Desabitadas      | 1,2        |
|          |      | Ilha Norfolk Território da Ilha Norfolk                                  | Território autónomo integrado da Austrália                                       | em inglês: Norfolk Island — Territory of Norfolk Island Norfuk: Norfuk Ailen                                                                      | Kingston em inglês: Kingston Norfuk: Kingston            | 1 800            | 36         |
|          |      | Ilha Wake                                                                | Ilha Menor Distante dos Estados Unidos                                           | em inglês: Wake Island | Habitada apenas temporariamente, por militares           | c. 180           | 6,5        |
|          |      | Ilhas Ashmore e Cartier Território das Ilhas Ashmore e Cartier           | Território da Austrália                                                          | em inglês: Ashmore and Cartier Islands — Territory of Ashmore and Cartier Islands                                                                 | Desabitadas                                              | Desabitadas      | 5          |
|          |      | Ilhas do Mar de Coral Território das Ilhas do Mar de Coral               | Território da Austrália                                                          | em inglês: Coral Sea Islands — Coral Sea Islands Territory                                                                                        | Desabitadas                                              | Desabitadas      | 3          |
|          |      | Ilhas Marianas Setentrionais Comunidade das Ilhas Marianas Setentrionais | Área insular dos Estados Unidos                                                  | em inglês: Northern Mariana Islands — Commonwealth of the Northern Mariana Islands em chamorro: Islas Mariånas — Sankattan Siha Na Islas Mariånas | Saipã em inglês: Saipan em chamorro: Saipan              | 57 500           | 464        |
|          |      | Ilhas Okinotori                                                          | Parte das Ilhas Ogasawara (ou Bonin), administrativamente parte de Tóquio, Japão | em japonês: 沖ノ鳥島 Okinotorishima | Desabitada                                               | Desabitada       | 7,8        |
|          |      | Ilhas Pitcairn Ilhas Pitcairn, Henderson, Ducie e Oeno                   | Território ultramarino do Reino Unido                                            | em inglês: Pitcairn Islands — Pitcairn, Henderson, Ducie and Oeno Islands em pitcairnês: Pitkern Ailen                                            | Adamstown em inglês: Adamstown                           | 50               | 47         |
|          |      | Nova Caledónia                                                           | Coletividade sui generis de França                                               | em francês: Nouvelle-Calédonie | Numeá em francês: Nouméa                                 | 285 400          | 18 575     |
|          |      | Papua                                                                    | Província da Indonésia                                                           | em indonésio: Papua | Jayapura em indonésio: Jayapura                          | 4 303 700        | 319 036,05 |
|          |      | Papua Ocidental                                                          | Província da Indonésia                                                           | em indonésio: Papua Barat | Manokwari em indonésio: Manokwari                        | 1 134 100        | 140 375,62 |
|          |      | Polinésia Francesa                                                       | Região ultramarina ultramarino de França                                         | em francês: Polynésie française | Papeete em francês: Papeete                              | 280 900          | 4 167      |
|          |      | Recife Kingman                                                           | Ilha Menor Distante dos Estados Unidos                                           | em inglês: Kingman Reef | Desabitado                                               | Desabitado       | 1 958,01   |
|          |      | Samoa Americana Território da Samoa Americana                            | Área insular dos Estados Unidos                                                  | em inglês: American Samoa — Territory of American Samoa em samoano: Amerika Sāmoa                                                                 | Pago Pago em inglês: Pago Pago em samoano: Pago Pago     | 55 100           | 199        |
|          |      | Toquelau                                                                 | Território dependente da Nova Zelândia                                           | em toquelauano: Tokelau em inglês: Tokelau | Cada atol tem o seu centro administrativo                | 1 300            | 12         |
|          |      | Wallis e Futuna Território das Ilhas Wallis e Futuna                     | Coletividade ultramarina de França                                               | em francês: Wallis et Futuna — Territoire des Îles Wallis et Futuna                                                                               | Mata-Utu em francês: Mata-Utu                            | 11 200           | 142        |